# Linospadix minor
Linospadix minor es una especie de palmera nativa de Queensland en Australia.

## Descripción
Alcanza un tamaño de 1 m hasta 5 m de altura y los tallos entre 7 mm y 20 mm de diámetro, con  hojas de color verde oscuro, y una corona de 7 a 12 hojas

## Distribución
Tiene una distribución limitada a las selvas tropicales de la cordillera sur Mcllwraith (Península del Cabo York ), y es abundante en los bosques tropicales húmedos de Queensland al sur de Cooktown de 0 a 1.200 m de altitud.

## Taxonomía
Linospadix minor fue descrita por (W.Hill) Burret y publicado en Notizblatt des Botanischen Gartens und Museums zu Berlin-Dahlem 12: 330, en el año 1935.
Etimología
Linospadix: nombre genérico que procede de las palabras griegas: linon = "lino o hilo" y spadix = inflorescencia, en referencia a la inflorescencia espigada y delgada.
minor: epíteto latino que significa "la menor, más pequeña".
Sinonimia
- Areca minor W.Hill
- Bacularia intermedia C.T.White
- Bacularia minor (W.Hill) F.Muell.
- Kentia minor (W.Hill) F.Muell.
- Linospadix intermedia (C.T.White) R.W.Johnson[5][6]